# Willi Knesebeck
Willi Knesebeck (* 31. März 1887 in Berlin; † 18. September 1956) war ein Fußballspieler, der mit dem BTuFC Viktoria 89 zweimal Deutscher Meister wurde.

## Karriere

### Vereine
Knesebeck – als athletischer und untersetzter Läufer beschrieben, dem man eine gehörige Portion Schlitzohrigkeit nachsagte – gehörte von 1905 bis 1914 dem BTuFC Viktoria 89 als Mittelläufer an, für den er bis Saisonende 1910/1911 in den vom Verband Berliner Ballspielvereine, ab der Saison 1911/12 in den vom Verband Brandenburgischer Ballspielvereine ausgetragenen Meisterschaften Punktspiele bestritt. Während seiner Vereinszugehörigkeit gewann er fünfmal die Berliner Meisterschaft, die ersten drei in Folge. Aufgrund der Erfolge nahm er mit seiner Mannschaft an den jeweiligen Endrundenspielen um die Deutsche Meisterschaft teil. Bei seiner ersten Endrundenteilnahme erreichte er mit dem BTuFC Viktoria 89 das am 19. Mai 1907 in Mannheim ausgetragene Finale, das gegen den Freiburger FC mit 1:3 verloren wurde. Am 7. Juni 1908 erreichte er abermals das Finale, das er mit seiner Mannschaft in Berlin mit 3:1 gegen den FC Stuttgarter Cickers gewann. Am 30. Mai 1909 erreichte er zum dritten Mal in Folge das Finale, das in Breslau mit 2:4 gegen den Karlsruher FC Phönix verloren wurde. Am 4. Juni 1911 gewann er das in Dresden ausgetragene Finale, das mit 3:1 gegen den VfB Leipzig letztmals gewonnen wurde. In den beiden Folgejahren schied er mit dem BTuFC Viktoria gegen den späteren Meister Holstein Kiel und den Duisburger SpV jeweils im Halbfinale aus dem Wettbewerb aus. Sein erstes von insgesamt 14 Endrundenspielen bestritt er am 21. April 1907 in Berlin beim 2:1-Sieg im Viertelfinale gegen den SC Schlesien Breslau.

### Auswahl-/Nationalmannschaft
Als Spieler der Auswahlmannschaft des Verbandes Berliner Ballspielvereine bzw. des Verbandes Brandenburgischer Ballspielvereine kam er in den Spielen um den Kronprinzenpokal, dem Wettbewerb der Auswahlmannschaften der regionalen Verbände, zum Einsatz. Beim 8:2-Sieg im Viertelfinale gegen die Auswahlmannschaft des Märkischen Fußball-Bundes am 9. Oktober 1910 in Berlin erzielte er mit dem Treffer zum 5:1 in der 55. Minute gar ein Tor; das nachfolgende Halbfinalspiel gegen die Auswahlmannschaft des Verbandes Süddeutscher Fußball-Vereine wurde mit 1:3 verloren. Im Jahr darauf, am 18. Februar 1912 in Berlin, war es erneut diese Auswahlmannschaft, gegen die verloren wurde, diesmal jedoch im Finale mit 5:6.
Knesebeck bestritt – aufgrund der Erfolge mit seinem Verein – zwei Länderspiele für die A-Nationalmannschaft, wobei er am 17. Dezember 1911 in München bei der 1:4-Niederlage gegen die Nationalmannschaft Ungarns debütierte. Er spielte unter anderem an der Seite von Fritz Förderer, Julius Hirsch, Paul Hunder und Karl Wegele als Stellvertreter für Max Breunig; Schiedsrichter dieser Partie war der spätere Betreuer des Österreichischen Wunderteams, Hugo Meisl. Nach dem für den DFB enttäuschend verlaufenen olympischen Fußballturnier 1912 in Stockholm kam er zu seinem zweiten Einsatz als Nationalspieler. Das am 6. Oktober 1912 in Kopenhagen gegen die Nationalmannschaft Dänemarks ausgetragene Länderspiel endete mit einer 1:3-Niederlage. Dass er nur zu zwei Länderspieleinsätzen kam, ist nachvollziehbar, da er auf der Mittelläuferposition mit Max Breunig vom Karlsruher FV, Josef Glaser vom Freiburger FC und Camillo Ugi vom VfB Leipzig eine zu starke Konkurrenz hatte.

## Erfolge
- Deutscher Meister 1908, 1911
- Berliner Meister 1907, 1908, 1909, 1911, 1913
- Kronprinzenpokal-Finalist 1912

## Sonstiges
- Knesebeck, ausgebildeter Sportlehrer, trainierte den Spandauer SV und zuletzt, von 1935 bis 1938, Hertha BSC, die er 1937 zur Gaumeisterschaft führte.
- Ab 1921 lehrte er an der Deutschen Hochschule für Leibesübungen.
- Er war als Sportjournalist für die in Berlin erscheinende „Fußball-Woche“ tätig und veröffentlichte 1925 das Buch mit dem Titel Des Fußballspielers Trainingsbuch.
- Zum 1. November 1933 trat er der SA bei, zum 9. November 1935 wurde er zum Rottenführer befördert. Am 11. Oktober 1937 beantragte er die Aufnahme in die NSDAP und wurde rückwirkend zum 1. Mai desselben Jahres aufgenommen (Mitgliedsnummer 5.384.029).[1][2]